# Конвенція про підроблення медичної продукції
Конвенція про підроблення медичної продукції (англ. Falsified Medicines Directive) — серія постанов Європейської комісії, що мають на меті протистояння розповсюдженню підроблених лікарських засобів на території Європейського Союзу.

## В Європі
У 2011 році було прийнято «Конвенцію Ради Європи про підроблення медичної продукції та подібні злочини, що загрожують охороні здоров'я» (2011/62/EU), яка доповнила законодавство ЄС (2001/83/EC) щодо регулювання продажу лікарських засобів.
У 2015 році було затверджено вимоги ((EU) 2016/161) правила для упаковки лікарських засобів. Відповідно до них, на кожній упаковці має бути двовимірний штрихкод з наступною інформацією:
- код продукту
- рандомізований унікальний серійний номер
- кінцевий період реалізації
- номер партії

При використанні ліків чи вакцини пацієнт має відсканувати код продукту і помітити його як такий, що вийшов з обігу.
Коди продуктів, а також інформація про обіг цих продуктів зберігається у базі даних, яка підтримується Європейською організацією з верифікації лікарських засобів (англ. European Medicines Verification Organisation) До лютого 2019 року більше двох тисяч компаній-виробників ліків мали приєднатись до цієї бази.

## В Україні
«Конвенцію Ради Європи про підроблення медичної продукції та подібні злочини, що загрожують охороні здоров'я» було ратифіковано Законом 4908-VI
У квітні 2019 року кабінет міністрів ухвалив «Концепцію реалізації державної політики щодо запобігання фальсифікації лікарських засобів», що передбачає заходи з реалізації постанови ЄС 2016/161.
У липні 2019 прийнято постанову Кабінету Міністрів «Про запровадження пілотного проекту щодо маркування контрольними (ідентифікаційними) знаками та проведення моніторингу обігу лікарських засобів».
До кінця 2019 року Міністерство економічного розвитку і торгівлі України має розробити мобільний додаток, за допомогою якого користувачі зможуть зчитувати код на упаковці лікарського засобу і отримувати інформацію про нього.